# サクラ大戦シリーズ
サクラ大戦シリーズ（サクラたいせんシリーズ、英字表記：Sakura Wars または Sakura Taisen）は、セガより発売されているアドベンチャーゲーム、およびそれを原作としたアニメ、ドラマCD、舞台ショウなど派生作品のシリーズ。2010年時点でシリーズ累計450万本を売り上げている。

## 概要
本シリーズはレッド・エンタテインメント（2001年まではレッドカンパニー）のボードゲームの企画を前身としている。『桜』と呼ばれていたその企画は形になる事はなかったが、セガの入交昭一郎がレッドの広井王子にキャラクターゲームの製作を依頼した際に、『サクラ大戦』と呼ばれるセガサターン用のアドベンチャーゲームとして生まれ変わった。『桜』の企画立案者だった金子良馬と森田直樹は世界観設定、レッド全体としてサブキャラクターやメカニックなどのデザイン全般でシリーズに参加している。
正式なゲームジャンルは「ドラマチックアドベンチャー」。現実世界の大正時代の風俗を感じさせるスチームパンクな雰囲気の「太正」時代を舞台に、主人公（プレイヤー）が特殊部隊「帝国華撃団・花組」を率いて悪しき魔物と戦い帝都東京の平和を守る。アドベンチャーゲームパートでとった行動による主人公への好感度の変化が、戦略シミュレーションゲームパートでの花組隊員の戦闘力に影響するシステム。基本的には恋愛シミュレーションゲームだが、戦略シミュレーションゲームでもあり、演出面ではスチームパンク、大正浪漫、戦隊ヒーローもの、時代劇の構成（勧善懲悪・殺陣など）、歌謡曲、演劇、ロボット、オカルトと幅広い要素を融合させた意欲作で、更に高品質なアニメなども先進的に取り入れている。また田中公平が手掛ける音楽も非常に高い評価を受けている。関連楽曲数は、ボーカル曲に限っても300曲を越える。
アニメ（OVAシリーズ5本、TVシリーズ1本、映画1本）の他、花組の隊員たちが都市の魔を鎮めるために舞台女優をやっているという設定を利用した声優自身の出演による舞台「歌謡ショウ」を始めライブ、ミュージカル、ディナーショウ、レビュウショウや、ラジオ番組などもある。
以上のようにゲームから始まり、ミュージカル、アニメ（OVA、テレビ、劇場映画）、ラジオドラマ、ドラマCD、小説、漫画、パチンコ、パチスロと、活動するメディアを拡大する大ヒットシリーズとなった。また、セガサターンやドリームキャストの売上げに影響を与えた。
ドリームキャストの製造中止並びにセガの家庭用ゲーム機撤退に伴い、『サクラ大戦4 〜恋せよ乙女〜』を緊急製作し、それまでセガのゲーム機で展開されてきた大神一郎を主人公としたシリーズは完結した。その後、PlayStation 2（以下、PS2）にて大神一郎シリーズの一部作品の移植を経て、新主人公である大河新次郎を主人公とする『サクラ大戦V』が発売された。しかし、それ以降はナンバリングタイトルの製作が当面の間停止となった。
当初、本シリーズは2008年の舞台『サクラ大戦・紐育レビュウショウ～歌う♪大紐育♪3～ラストショウ』をもって、全てのコンテンツを終了することが予定されていた。しかし、千秋楽の終演後に多数の観客が『サクラ大戦』シリーズの継続を訴えて会場から帰ろうとしないという異常事態が発生し、これに困惑した田中公平が観客らに対して「みんなこのままでは帰れないよね、心配しないでください。私が何とかしますから、今日はこれで帰ってください。」と発言し、観客らを説得させた。その直後、田中は打ち上げ会場でコンテンツの延長を直訴するなど、関係者による復活に向けた活動が始まった。
その後、舞台はライブなどを経て2013年にショウとして再開されるなど一定の成果を上げ、女性向けコンテンツ『サクラ大戦奏組』という新たな試みも行われたが、セガ社内で毎年のように提出されていた新作の企画は不採用という結果が続いていた。しかし、セガフェス2016にておこなわれた総選挙において『サクラ大戦』が「作品部門」と「復活期待部門」で1位を獲得したことで風向きが変わり、2018年に開催されたセガフェス2018にて、最新のプラットフォームでリッチなコンテンツとして、太正29年の帝都・東京を舞台とする完全新作ゲームの製作が発表。翌2019年のセガフェス2019にて、PlayStation 4（以下、PS4）用ソフト『新サクラ大戦』のリリースを正式発表した。タイトルに番号が割り振られていないが、公式サイトではナンバリングタイトルとして『V』の後に位置付けられている。
週刊ファミ通2020年6月25日号（2020年6月11日発売）のセガ60周年特集企画で、セガファン実態調査というアンケートが行われ、「もっとも思い入れが深いセガハードのゲームタイトルは？」という質問の1位が『サクラ大戦』であった。

## シリーズ作品
発表されている作品は以下の通り。
※SS=セガサターン、DC=ドリームキャスト、PS2=PlayStation 2、PS4=PlayStation 4、GBC=ゲームボーイカラー、PSP=PlayStation Portable、DS=ニンテンドーDS、PC=Microsoft Windows、AC＝アーケードゲーム

### ナンバリングタイトル
| 1996 | サクラ大戦                     |
| 1997 |                                |
| 1998 | 2 〜君、死にたもうことなかれ〜 |
| 1999 |                                |
| 2000 |                                |
| 2001 | 3 〜巴里は燃えているか〜       |
| 2002 | 4 〜恋せよ乙女〜               |
| 2003 |                                |
| 2004 |                                |
| 2005 | V 〜さらば愛しき人よ〜         |
| 2006 |                                |
| 2007 |                                |
| 2008 |                                |
| 2009 |                                |
| 2010 |                                |
| 2011 |                                |
| 2012 |                                |
| 2013 |                                |
| 2014 |                                |
| 2015 |                                |
| 2016 |                                |
| 2017 |                                |
| 2018 |                                |
| 2019 | 新サクラ大戦                   |

- サクラ大戦（SS CD-ROM2枚組・PC CD-ROM3枚組〈後にPC DVD-ROMも発売〉・DC GD-ROM2枚組・i-mode（〈メガiアプリ〉）
  - サクラ大戦 〜熱き血潮に〜（PS2） - 1のリメイク
- サクラ大戦2 〜君、死にたもうことなかれ〜（SS CD-ROM3枚組・DC GD-ROM3枚組・PC〈後にPC DVD-ROMも発売〉）
  - サクラ大戦1&2（PSP） - 1と2のカップリング移植版
- サクラ大戦3 〜巴里は燃えているか〜（DC・PC〈後にPC DVD-ROMも発売〉・PS2）
- サクラ大戦4 〜恋せよ乙女〜（DC・PC〈後にPC DVD-ROMも発売〉）
  - サクラ大戦 COMPLETE BOX（DC）
- サクラ大戦V 〜さらば愛しき人よ〜（PS2・Wii〈欧米版限定〉）
- 新サクラ大戦（PS4）

### 派生作品
- サクラ大戦 花組対戦コラムス（SS・AC）
- サクラ大戦 花組通信（SS）
- サクラ大戦 蒸気ラジヲショウ（SS CD-ROM2枚組）
- サクラ大戦 帝撃グラフ（SS CD-ROM2枚組）
- サクラ大戦 花組対戦コラムス2（DC）
- サクラ大戦オンライン（DC） ※オンラインサービスは2005年11月30日に終了
  - サクラ大戦オンライン 〜帝都の長い日々〜
  - サクラ大戦オンライン 〜巴里の優雅な日々〜
- 大神一郎奮闘記 〜サクラ大戦歌謡ショウ「紅蜥蜴」より〜（DC GD-ROM2枚組）
- ポケットサクラ（歩数計＆携帯ゲーム）
- サクラ大戦GB 檄・花組入隊!（GBC）
- サクラ大戦GB2 サンダーボルト作戦（GBC）
- サクラ大戦物語 〜ミステリアス巴里〜（PS2）
- サクラ大戦V EPISODE 0〜荒野のサムライ娘〜（PS2）
- ドラマチックダンジョン サクラ大戦 〜君あるがため〜（DS）
- サクラ大戦 帝國華撃團 電幕倶楽部（PC）
- サクラ大戦 電幕倶楽部2（PC）
- サクラ大戦3 デスクトップ アクセサリーズ（PC）
- サクラ大戦 デジタルデータ集 太正十二年度 電脳記録年鑑（PC）
- サクラ大戦V Desktop Theater（PC）
- サクラ大戦ケイタイクラブ（携帯端末・i-mode・Yahoo!ケータイ）
- サクラ大戦@EZ（携帯端末・EZweb）※2014年11月30日にサービス終了
- サクラ大戦〜オールスターコレクション〜（GREE・entag!）[15][16]
- サクラ大戦〜百花繚乱夢物語〜（Mobage・ミクシィ・ameba）[17]。
- サクラ革命 〜華咲く乙女たち〜（iOS・Android）[18]

### 海外専用作品
- 사쿠라 대전: 전설의 시작（サクラ大戦：伝説の始まり）（スマートフォン）
- 사쿠라 대전 : 벚꽃의 노래（サクラ大戦：桜の歌）（スマートフォン）※上の「伝説の始まり」のアップグレード版。

### 発売中止・未定作品
- サクラ大戦ワールドプロジェクト関連作品 - 2002年の 『サクラ大戦ワールドプロジェクト』で発売が告知されたタイトル。数年間は発売予定表に記載されていたが、それ以降の続報はなく予定表からも削除された。
  - サクラ大戦物語 帝都編
  - KOUMA / 降魔（仮称） ※降魔戦争で結成された帝国陸軍対降魔部隊の戦いを描く作品の予定だった。
  - 桜姫錦絵巻
- サクラ大戦MMO（仮称） - 2006年7月の「ChinaJoy」で中国でのみ発売が告知されたが、2007年6月にセガが中国におけるオンラインゲーム事業から撤退したことに伴い、リリースが中止された。
- サクラ大戦 太正浪漫学園譚 - 2010年11月18日に『ブラウザサクラ大戦（仮）』のタイトルで発表されたブラウザゲーム[1]。開発はロックワークス。2011年春にサービス開始予定としていたが[19]、その後情報が途絶え、2013年8月頃に公式HPがリンク切れとなった。

## 登場キャラクター
なお、歌謡ショウやライブに登場するキャラクターについては後述する。

## スタッフ
- 原作、総合プロデューサー：広井王子
- 原案、設定：金子良馬[20]、森田直樹[21][注 3]
- キャラクター原案：藤島康介[注 4]
- キャラクターデザイン、作画監督、パブリシティーイラストレーション：松原秀典
- 構成：あかほりさとる
- 脚本：あかほりさとる、川崎ヒロユキ
- 音楽、作曲：田中公平
- メカニックデザイン：永田太、明貴美加[注 5]
- メカデザイン：森木靖泰[注 5]
- 制作総指揮：入交昭一郎、香山哲
- エグゼクティブプロデューサー：大場規勝

## 音楽
すべてのメディアにおけるオリジナル楽曲は、作詞は広井王子、作曲は田中公平が一部の例外を除き、すべてを製作している。また、ゲーム作品中に使われるBGMをはじめ、インスト楽曲がテレビ番組などで使われることがある。
「檄! 帝〜最終章〜」は、第17回日本ゴールドディスク大賞アニメーション・アルバム・オブ・ザ・イヤーに輝き、2003年3月12日にNHKホールで行われた授賞式にて、当時は一時降板していた富沢美智恵を除く帝国華撃団の声優陣（横山智佐、高乃麗、西原久美子、渕崎ゆり子、田中真弓〈岡本麻弥と伊倉一恵は欠席〉）により、披露された。
「檄! 帝国華撃団」は、三遊亭とん楽が使用許諾を得たうえで出囃子として使用している。
主題歌
- 「檄! 帝国華撃団」（ゲーム第1作）
  - 「檄! 帝国華撃団（改）」（ゲーム第2作、OVA第2期）
  - 「檄! 帝国華撃団（改II）」（OVA第2期）
  - 「檄! 帝国華撃団III」（ゲーム第3作）
  - 「ゲキテイ（檄! 帝国華撃団）」（TV版）
  - 「檄！帝国華撃団＜新章＞」（ゲーム第6作）

- 「御旗のもとに」（ゲーム第3作）
  - 「檄! 帝〜最終章（フィナーレ）〜」（ゲーム第4作）
    - 「檄! 帝国華撃団」と「御旗のもとに」のミックスバージョン。

- 「地上の戦士」（ゲーム第5作）

ゲーム内は挿入歌もあり、曲のフルサイズはサクラ大戦 帝撃歌謡全集などといったアルバムCDの形で収録されている。

## アニメ
- サクラ大戦 桜華絢爛 - 第1期OVA、全4話（1997年12月18日 - 1998年7月25日）
  - ゲーム第1作以前から第1作の中盤付近までを舞台とする。
- サクラ大戦 轟華絢爛 - 第2期OVA、全6話（1999年12月18日 - 2000年12月21日）
  - ゲーム第2作の後、巴里への転属を控えた大神が隊員たちとの思い出を回想する形式の一話完結ストーリー。
- サクラ大戦TV - 全25話（2000年4月8日 - 9月23日TBS・毎日放送・一部系列局で放送）
  - ゲーム第1作のテレビアニメ版。ストーリーはさくら視点になっており、アイリスの性格が変更されているなど一部のストーリーや設定がゲーム本編と異なる。
- サクラ大戦 活動写真 - 劇場アニメ（2001年12月22日、東映系にて公開）
  - 大神が巴里へ留学中に帝都で起こった事件の活躍を描く。帝国華撃団が中心となっているが、時系列はゲーム第3作。元欧州星組のメンバーとしてラチェット・アルタイルが初登場。
- サクラ大戦 神崎すみれ 引退記念 す・み・れ - 第3期OVA、全1話（2002年12月18日）
- サクラ大戦 エコール・ド・巴里 - 第3期OVA、全3話（2003年3月19日 - 2003年8月20日）
- サクラ大戦 ル・ヌーヴォー・巴里 - 第4期OVA、全3話（2004年10月20日 - 2005年3月16日）
- サクラ大戦 ニューヨーク・紐育 - 第5期OVA、全3巻6話（2007年4月4日 - 2007年8月1日 ）
- サクラ大戦奏組 - PVアニメ（2012年9月20日発売） ※コミックス第1巻初回限定版DVD
- 新サクラ大戦 the Animation - テレビアニメ（2020年4月 - 6月）
  - ゲーム第6作の1年後が舞台。

## ドラマCD
- 第1期
  1. 帝国歌劇団 花組 夏公演〜愛ゆえに〜
  2. 帝国歌劇団 花組 秋公演〜愛はダイヤ〜
  3. 帝国歌劇団 花組 冬公演〜つばさ〜
  4. 帝国歌劇団 花組 春公演〜シンデレラ〜
- 第2期
  1. ラジヲドラマ・少年レッド
    - ラジオ「サクラ大戦有楽町帝劇通信局」で放送されたもの。

  2. 喜劇・リア王
  3. 国定忠臣蔵
  4. 青い鳥
- 第3期
  1. 怪盗・紅蜥蜴〜マスカレイド〜
  2. 新西遊記〜跳んでもハップン〜
  3. 幸福の王子〜春風の恋歌〜
  4. 花暦〜帝都の休日〜
- 第4期
  1. モンパルナスの夜
  2. 怪人ねずみ男爵
  3. シャンゼリゼの怪人?!
  4. すみれラプソディ〜神崎すみれ引退公演〜
- 第5期
  1. ライヴatシャノワール〜ジャン班長の優雅な一日〜
  2. 巴里のクリスマス
  3. あぁ、無情。〜レ・ミゼラブル〜（前編）
  4. あぁ、無情。〜レ・ミゼラブル〜（後編）
- 第6期
  1. 巴里篇 疾走!チームシャノワール
  2. 帝都編 花と嵐と帝都の浪漫!
  3. 紐育編 オーバー・ザ・レインボー・サンシャイン

## 小説
- あかほりさとる 『サクラ大戦 前夜』 メディアワークス〈電撃文庫〉、全3巻
  1. 1997年5月10日発売[24]、ISBN 4-07-306199-2
    - 新装版（2001年12月発行）、ISBN 4-8402-0619-8

  2. 1998年4月10日発売[25]、ISBN 4-07-306199-2
  3. 1998年8月10日発売[26]、ISBN 4-07-309482-3
- あかほりさとる（著） / 奥田万つ里（イラスト） 『サクラ大戦』 富士見書房〈富士見ファンタジア文庫〉、全4巻
  1. 1999年12月25日初版発行（12月13日発売[27]）、ISBN 4-8291-2937-9
  2. 2000年3月30日初版発行（3月24日発売[28]）、ISBN 4-8291-2958-1
  3. 2000年6月30日初版発行（6月23日発売[29]）、ISBN 4-8291-2976-X
  4. 2000年9月30日初版発行（9月27日発売[30]）、ISBN 4-8291-2999-9
- あかほりさとる（著） / 越智信次・亀井幹太（イラスト） 『サクラ大戦 巴里前夜』 富士見書房〈富士見ファンタジア文庫〉、全2巻
  1. 2004年10月25日初版発行（10月20日発売[31]）、ISBN 4-8291-1660-9
  2. 2005年11月25日初版発行（11月19日発売[32]）、ISBN 4-8291-1767-2

サクラ大戦 巴里前夜 エリカ・フォンテーヌ編 ドリマガ2005年9月号～2006年2月号（全5話） ※文庫未収録
- 川崎ヒロユキ（著） / 菅沼栄治（イラスト・カバーイラスト） 『サクラ大戦 〜轟華絢爛〜』 富士見書房〈富士見ファンタジア文庫〉、2001年7月25日初版発行（7月19日発売[33]）、ISBN 4-8291-1351-0
- 川崎ヒロユキ（著） / 菅沼栄治（イラスト） 『サクラ大戦 太正恋歌』 富士見書房〈富士見ファンタジア文庫〉、全2巻
  1. 2001年11月25日初版発行（11月20日発売[34]）、ISBN 4-8291-1388-X
  2. 2002年5月25日初版発行（5月17日発売[35]）、ISBN 4-8291-1432-0
- 川崎ヒロユキ（著） / 斎藤卓也（イラスト） 『サクラ大戦 活動写真』 富士見書房〈富士見ファンタジア文庫〉、2002年1月25日初版発行（1月18日発売[36]）、ISBN 4-8291-1408-8
- 金子良馬（著） / 森田直樹（監修）『太正浪漫街道 新章』旧・公式ウェブサイト「龍星座」2001年1月～12月　※未書籍化
- 無義歩（著） / 広井 王子（原作）/ イシイジロウ（ストーリー構成） 『新サクラ大戦 the Novel 〜緋桜のころ〜』 集英社〈JUMP j BOOKS〉、2019年12月24日初版発行（12月19日発売[37]）、ISBN 978-4-08-703490-5

## 漫画
- サクラ大戦漫画版（第一部は全9巻、第二部は全9巻）
  - 作画：政一九
  - 連載：講談社『月刊マガジンZ』→『マガジンイーノ』→『月刊少年マガジン＋』
- サクラ大戦ショウ劇場（全4巻）
  - 作画：奥谷かひろ・都波みなと・政一九（初期のみ）
  - 連載：講談社『月刊マガジンZ』
  - 4コマ漫画。雑誌連載終了後、サクラ大戦ケイタイクラブでも連載された。
  - 書誌情報
    1. 2006年7月21日発売[38]、ISBN 4-06-349252-4
    2. 2007年6月22日発売[39]、ISBN 978-4-06-349291-0
    3. 2008年3月21日発売[40]、ISBN 978-4-06-349338-2
    4. 2009年2月23日発売[41]、ISBN 978-4-06-349414-3
- サクラ大戦奏組[42]（全4巻）
  - 作画 - 島田ちえ 原作 - チームかなで
  - 連載 - 白泉社『花とゆめ』
- 新サクラ大戦 the Comic （全3巻）
  - 作画：野口こゆり 原作：広井王子　企画協力：セガゲームス　ストーリー構成・脚色：イシイジロウ　メインキャラクターデザイン：久保帯人
  - 連載：集英社『週刊ヤングジャンプ』[43]
  - 書誌情報
    1. 2019年12月19日発売[44]、ISBN 978-4-08-891441-1
    2. 2019年12月19日発売[45]、ISBN 978-4-08-891494-7
    3. 2020年7月17日発売[46]、ISBN 978-4-08-891568-5

## 関連書籍
『1』関連
- 『サクラ大戦公式ガイド 戦闘編』アスキー、1996年11月。ISBN 4-89366-606-1。
  - 『サクラ大戦公式ガイド 戦闘編 ＜改訂版＞』エンターブレイン、2000年6月。ISBN 4-7577-0091-1。

- 『サクラ大戦公式ガイド 恋愛編』アスキー、1996年12月。ISBN 4-89366-625-8。
  - 『サクラ大戦公式ガイド 恋愛編 ＜改訂版＞』エンターブレイン、2006年6月。ISBN 4-7577-0092-X。

- 『サクラ大戦 原画＆設定資料集』ソフトバンククリエイティブ、1996年12月。ISBN 4-7973-0128-7。
  - 『復刻版 サクラ大戦 原画＆設定資料集』ソフトバンククリエイティブ、2002年8月22日。ISBN 4-7973-2141-5。

- 『サクラ大戦の謎 太正乙女の秘密を大公開！』メディアワークス、1997年5月。ISBN 4-07-305998-X。
- 『サクラ大戦 活動写真集』ソフトバンククリエイティブ、1997年6月。ISBN 4-7973-0304-2。
- 『サクラ大戦 太正帝都回顧録』アスキー、1997年7月。ISBN 4-89366-767-X。

『熱き血潮に』関連
- 『サクラ大戦 〜熱き血潮に〜 公式ガイドブック』アスペクト、2003年2月。ISBN 4-7572-0952-5。
- 『サクラ大戦 〜熱き血潮に〜 攻略花暦』講談社、2003年3月。ISBN 4-06-339676-2。
- 『サクラ大戦 〜熱き血潮に〜 公式ファイナルガイド』アスペクト、2003年7月5日。ISBN 4-7572-0970-3。

『2』関連
- 『サクラ大戦2 花組入隊案内』ソフトバンククリエイティブ、1998年4月。ISBN 4-7973-0622-X。
- 『サクラ大戦2 〜君、死にたもうことなかれ〜 攻略花暦 上巻』講談社、1998年5月。ISBN 4-06-343123-1。
- 『サクラ大戦2 〜君、死にたもうことなかれ〜 攻略ガイドブック 地の巻』アスキー、1998年6月。ISBN 4-7572-0127-3。
- 『サクラ大戦2 〜君、死にたもうことなかれ〜 攻略花暦 下巻』講談社、1998年7月。ISBN 4-06-343124-X。
- 『サクラ大戦2 〜君、死にたもうことなかれ〜 攻略ガイドブック 天の巻』アスキー、1998年8月。ISBN 4-7572-0168-0。
- 『サクラ大戦2 〜君、死にたもうことなかれ〜 徹底攻略ガイド―愛と戦いの日々』ソフトバンククリエイティブ、1998年10月。ISBN 4-7973-1454-0。
- 『サクラ大戦2 〜君、死にたもうことなかれ〜 原画＆設定資料集』ソフトバンククリエイティブ、1998年10月。ISBN 4-7973-0755-2。
  - 『復刻版 サクラ大戦2 原画＆設定資料集』ソフトバンククリエイティブ、2002年8月22日。ISBN 4-7973-2142-3。

『3』関連
- 『サクラ大戦3 〜巴里は燃えているか〜 花組浪漫画報』講談社、2001年3月。ISBN 4-06-339380-1。
- 『サクラ大戦3 〜巴里は燃えているか〜 攻略ガイド 上巻』ソフトバンククリエイティブ、2001年5月1日。ISBN 4-7973-1584-9。
- 『サクラ大戦3 〜巴里は燃えているか〜 攻略ガイド 下巻』ソフトバンククリエイティブ、2001年7月。ISBN 4-7973-1585-7。
- 『サクラ大戦3 〜巴里は燃えているか〜 ファイナルガイド』エンターブレイン、2001年8月。ISBN 4-7577-0529-8。
  - 『サクラ大戦3 〜巴里は燃えているか〜 ファイナルガイド ＜改訂版＞』エンターブレイン、2005年2月。ISBN 4-7577-2223-0。

- 『サクラ大戦3 〜巴里は燃えているか〜 原画＆設定資料集』ソフトバンククリエイティブ、2001年12月。ISBN 4-7973-1583-0。

『4』関連
- 『サクラ大戦4 〜恋せよ乙女〜 花組浪漫画報』講談社、2002年3月。ISBN 4-06-339653-3。
- 『サクラ大戦4 〜恋せよ乙女〜 ドラマチックナビ』エンターブレイン、2002年4月。ISBN 4-7577-0876-9。
- 『サクラ大戦4 〜恋せよ乙女〜 最終攻略＆設定資料集』ソフトバンククリエイティブ、2002年7月25日。ISBN 4-7973-2010-9。

『V』関連
- 『サクラ大戦V 〜さらば愛しき人よ〜 攻略★星』講談社、2005年7月。ISBN 4-06-367216-6。
- 『サクラ大戦V 〜さらば愛しき人よ〜 原画＆設定資料集』ソフトバンククリエイティブ、2005年9月30日。ISBN 4-7973-3186-0。
- 『サクラ大戦V 〜さらば愛しき人よ〜 ファイナルガイド』エンターブレイン、2005年9月30日。ISBN 4-7973-3186-0。
- 『サクラ大戦V 〜さらば愛しき人よ〜 蒸気工廠USA』ソフトバンククリエイティブ、2006年6月1日。ISBN 4-7973-3541-6。

『新』関連
- 『新サクラ大戦 コンプリートガイド』KADOKAWA、2020年2月21日。ISBN 978-4-04-733441-0。
- 『新サクラ大戦 設定資料集』KADOKAWA、2020年3月30日。ISBN 978-4-04-733465-6。

その他
- 『サクラ大戦 有楽町帝撃通信局』ニッポン放送プロジェクト、1997年6月。ISBN 4-594-02258-8。
- 『サクラ大戦 桜華絢爛 OVAファンブック 上巻』ソフトバンククリエイティブ、1998年7月。ISBN 4-7973-0686-6。
- 『サクラ大戦 桜華絢爛 蒸気キネマ画報』講談社、1998年10月。ISBN 4-06-173475-X。
- 『サクラ大戦 桜華絢爛 OVAファンブック 下巻』ソフトバンククリエイティブ、1998年12月。ISBN 4-7973-0730-7。
- 『サクラ大戦 蒸気工廠』ソフトバンククリエイティブ、2002年12月24日。ISBN 4-7973-2243-8。
- 『サクラ大戦 イラストレーションズ THE ORIGIN+TRIBUTE』スタジオDNA、2003年1月27日。ISBN 4-7580-1010-2。
- 『サクラ大戦クロニクル』毎日コミュニケーションズ、2003年7月28日。ISBN 4-8399-0960-1。
- 『サクラ大戦OVA・BOOK 公式イラスト＆設定資料ビジュアルガイド』学研、2003年9月。ISBN 4-05-603227-0。
- 『サクラ大戦1〜V イラストレーションズ 藤島康介のキャラクター仕事』一迅社、2006年1月26日。ISBN 4-7580-1049-8。
- 『松原秀典アートワークス』ソフトバンククリエイティブ、2006年11月29日。ISBN 4-7973-3561-0。
- 『松原秀典イラストワークス』一迅社、2010年7月27日。ISBN 978-4-7580-1174-7。
- 『サクラ大戦 15th Anniversary 太正浪漫グラフ』エンターブレイン、2011年9月30日。ISBN 978-4-04-727571-3。

## アミューズメント

### 太正浪漫堂
1998年6月13日、東京の池袋にあるGIGO内にアミューズメント施設・サクラ大戦のキャラクター専門ショップの太正浪漫堂がオープンした。前日には夜中から池袋GIGOの周辺にファンが並び、約800人もの行列となった。オープン当日には浪漫堂の監修を務めた広井王子も来場している。

## ラジオ

### サクラ大戦 有楽町帝劇通信局 / サクラ大戦 帝劇通信局フロムお台場
1996年10月 - 1997年9月、ニッポン放送・ABCラジオ・東海ラジオほか
『サクラ大戦』のストーリーと連動し、有楽町帝劇通信局の開局式・帝劇の舞台中継（再現したものやドラマCDの一部を、舞台中継という体で放送）・帝都のニュース報道・大正時代を模した架空のCMを入れる等、全編ドラマ仕立てのワイド番組形式。後期の「帝劇通信局 フロムお台場」からは、番組の最後に横山智佐のフリートークコーナーが設けられた。
- パーソナリティ：藤枝あやめ・長宗我部崇（声優：きたろう[48]）、後期（帝劇通信局フロムお台場）より真宮寺さくら・長宗我部崇
- 検閲官・帝探：大河原一美（声優：永島直樹[48]）
- オープニングコール：山本元気（ニッポン放送）　宣伝通信ナレーション：那須恵理子・増山さやか・山本元気（ニッポン放送）
- 脚本・構成：永島直樹　構成アシスタント：伊福部崇

### ゲルゲ、夜のドラマシアター「サクラ大戦 番外編」
ゲルゲットショッキングセンター内のラジオドラマコーナー、1997年2月20日、ニッポン放送ほか
5分間のラジオドラマとキャストトークを交えた番外編。
- 出演：横山智佐、富沢美智恵、草尾毅（黒子）
- 脚本：永島直樹

### サクラ大戦 お台場放送局
1998年4月 - 1998年9月、ニッポン放送
全編ドラマ仕立てのワイド番組形式の番組。『サクラ大戦2』のストーリーと連動し、本編の登場人物などを毎週ゲストとして招いていた。ラジオドラマ「少年レッド」も放送。
- パーソナリティ：真宮寺さくら
- 各種ナレーション：森田耕次・那須恵理子・桜庭亮平（ニッポン放送）

### 狼虎滅却・サクラジヲ 〜こちら甲板通信局〜
2009年8月 - 2010年3月、セガ運営のWebラジオ
- パーソナリティ：陶山章央（大神一郎 役）・菅沼久義（大河新次郎 役）

ゲスト
- 第3回：横山智佐（真宮寺さくら 役）
- 第4回：西原久美子（アイリス 役）
- 第5回：田中公平
- 第6回：高乃麗（マリア・タチバナ 役）
- 第7回：皆川純子（サジータ・ワインバーグ 役）
- 第8回：齋藤彩夏（リカリッタ・アリエス 役）
- 第9回：松谷彼哉（ダイアナ・カプリス 役）
- 第10回：園崎未恵（九条昴 役）
- 第11回：内田直哉（マイケル・サニーサイド 役）
- 第12回：中山雅弘
- 第13回：小桜エツ子（コクリコ 役）、アシスタント：小島幸子（メル・レゾン 役）
- 第14回：小島幸子（メル・レゾン 役）、かないみか（シー・カプリス 役）
- 第15回：鷹森淑乃（北大路花火 役）
- 第16回：島津冴子（グリシーヌ・ブルーメール 役）
- 第17回：井上喜久子（ロベリア・カルリーニ 役）
- 第18回：日髙のり子（エリカ･フォンティーヌ 役）
- 第21回：笠原留美（大河双葉 役）
- 第22回：伊倉一恵（レニ・ミルヒシュトラーセ 役）
- 第23回：渕崎ゆり子（李紅蘭 役）
- 第24回：富沢美智恵（神崎すみれ 役）
- 第27回：折笠愛（藤枝あやめ＆かえで 役）
- 第28回：田中真弓（桐島カンナ 役）
- 第29回：小林沙苗（ジェミニ・サンライズ 役）
- 第30回：広井王子

### 狼虎滅却・サクラジヲ 〜こちら甲板通信局・改〜
2010年10月 - 2011年5月、セガ運営のWebラジオ
- パーソナリティ：陶山章央（大神一郎 役）・菅沼久義（大河新次郎 役）

ゲスト
- 第2回：小林沙苗（ジェミニ・サンライズ 役）、内田直哉（マイケル・サニーサイド 役）
- 第3回：高木渉（シゾー 役）、Velo武田（ベロムーチョ武田 役）
- 第4回：小島幸子（メル・レゾン 役）、かないみか（シー・カプリス 役）
- 第5回：小桜エツ子（コクリコ 役）、鷹森淑乃（北大路花火 役）
- 第6回：矢尾一樹（清流院琴音 役）、松野太紀（丘菊之丞 役）
- 第7回：日髙のり子（エリカ･フォンティーヌ 役）、島津冴子（グリシーヌ・ブルーメール 役）
- 第8回：日髙のり子（エリカ･フォンティーヌ 役）、井上喜久子（ロベリア・カルリーニ 役）
- 第9回：横山智佐（真宮寺さくら 役）
- 第10回：笠原留美（大河双葉 役）
- 第11回：皆川純子（サジータ・ワインバーグ 役）、松谷彼哉（ダイアナ・カプリス 役）
- 第12回：齋藤彩夏（リカリッタ・アリエス 役）、園崎未恵（九条昴 役）
- 第13回：麻生かほ里（プラム・スパニエル 役）、本名陽子（吉野杏里 役）
- 第14回：高乃麗（マリア・タチバナ 役）、折笠愛（藤枝あやめ＆かえで 役）
- 第15回：岡村明美（藤井かすみ 役）、増田ゆき（榊原由里 役）、氷上恭子（高村椿 役）
- 第16回：岡本麻弥（ソレッタ・織姫 役）、伊倉一恵（レニ・ミルヒシュトラー 役）
- 第17回：西原久美子（アイリス 役）、渕崎ゆり子（李紅蘭 役）
- 第18回：富沢美智恵（神崎すみれ 役）、田中真弓（桐島カンナ 役）
- 第19回：園岡新太郎（ダンディ･団耕助 役）、西村陽一（西村ヤン太郎 役）

## 舞台・ライブ
以下、特に記載のないものは東京公演のみ。これらの他にも、avex主催の「summer paradise 2000」、「ANIME rave 2001」の出演などもあった。2008年の紐育レビュウショウ 〜歌う♪大紐育♪3〜 ラストショウにて、10年余り続いたサクラ大戦シリーズのショウは一区切りつき、その後はライブが主流になっている。2022年現在、約25年に渡ってショウやライブなどの公演が開催されている。

### 歌謡ショウ
帝国歌劇団花組のキャラクターの声を演じている声優が、実際に舞台上でそのキャラクターを演じるミュージカル仕立ての公演。総合プロデューサーの広井王子はキャラクターの担当声優を決める際、「当初から現実の舞台公演も視野に入れてキャスティングした」と語っており、その理由として、舞台俳優が演じるあるアニメ原作の舞台を観ていた子供が「声が違う」と言ったのを聞き、「もしかしたらお客様を裏切っているかもしれない」と感じたのがきっかけと語っている。
主に前半は花組の日常や彼女らが巻き起こす騒動を描き、後半は劇中劇を演じている。大道具係の「中嶋親方」や掃除係の「広井」（演じたのは広井王子本人）、花組ファンのギャング「ダンディ団」など、歌謡ショウオリジナルのキャラクター（後述）も出演した。また、千秋楽でのアドリブや他の声優の乱入、演じる声優に関するメタフィクション的なネタを交えるなどの独自のキャラクター付けやお約束事が多い。特に新春歌謡ショウでは、本来のキャラクターと大きくかけ離れた大喜利や、特技披露、持ち歌交換と言った、お笑い・娯楽的な要素が強く取り入れられていた。

### サクラ大戦歌謡ショウ
- 帝国歌劇団・花組特別公演「愛ゆえに」（1997年7月19日 - 21日）
- 帝国歌劇団・第2回花組特別公演「つばさ」（1998年8月11日 - 16日）
- 帝国歌劇団・第3回花組特別公演「紅蜥蜴」（1999年8月4日 - 7日）
- 帝国歌劇団・第4回花組特別公演「アラビアのバラ」（2000年7月28日 - 8月4日）
- 五周年記念公演「海神別荘」（2001年8月10日 - 18日）

サクラ大戦スーパー歌謡ショウ
- 帝国歌劇団・花組 スーパー歌謡ショウ「新編 八犬伝」（2002年8月15日 - 25日）
- 帝国歌劇団・花組 スーパー歌謡ショウ「新宝島」（2003年8月15日 - 21日）
- 帝国歌劇団・花組 スーパー歌謡ショウ「新西遊記」（2004年8月13日 - 19日）
- 帝国歌劇団・花組 スーパー歌謡ショウ「新・青い鳥」（2005年8月13日 - 20日）
- 帝国歌劇団・花組 歌謡ショウファイナル公演「新・愛ゆえに」（2006年8月12日 - 22日）
  - ファイナル公演「新・愛ゆえに」は、2007年3月、NHK-BS「日曜シアター“山川静夫の新・華麗なる招待席”」において劇場中継（録画）された（ゲスト：広井王子）。

サクラ大戦新春歌謡ショウ
- 帝国歌劇団・花組 新春歌謡ショウ（2001年1月3日 - 7日）
- 帝国歌劇団・花組 新春歌謡ショウ 神崎すみれ引退記念公演「春恋紫花夢惜別」（2002年1月2日 - 6日）
- 帝国歌劇団・花組 2003年新春歌謡ショウ「初笑い七福神」（東京：2003年1月3日 - 7日/大阪：1月10日・11日）
- 帝国歌劇団・花組 2004年新春歌謡ショウ「歌え♪花組」（2004年1月2日 - 5日）
- 帝国歌劇団・花組 2005年新春歌謡ショウ「笑え！花組」（2005年1月7日 - 10日）
- 帝国歌劇団・花組 2006年新春歌謡ショウ「跳んでる花組♪」（2006年1月4日 - 8日）

### サクラ大戦歌謡ショウより
男性キャスト陣を中心とした、ダンディ商会主催の歌謡ショウ。脚本は広井王子、各回のゲストに花組の女性キャストが出演。
- 『花咲く男たち』大帝国劇場支店花やしき支部劇場（2017年7月7日 - 9日）
- 『続・花咲く男たち』 大帝国劇場支店花やしき支部劇場（2018年1月30日 - 2月4日）
- 『続々・花咲く男たち』 大帝国劇場支店花やしき支部劇場（2018年9月4日 - 9月9日）
- 『夢見る男たち〜地獄変〜』大帝国劇場支店赤坂草月支部劇場（2019年4月27日 - 29日）
- 『初夢の男たち』大帝国劇場支店花やしき支部劇場（2020年1月3日 - 5日）

### その他
ミュージカル
- ミュージカル サクラ大戦 〜花咲く乙女〜（東京：1998年4月4日 - 15日、大阪：5月1日 - 5日）
  - 南青山少女歌劇団が帝国華撃団・乙女組を演じた。
  - この作品中のオリジナル楽曲は、玉麻尚一・友澤晃・梶浦由記によるものである。
  - イメージソングは石井竜也「想い」で、劇中でも歌われていた。

- 舞台 サクラ大戦奏組 〜雅なるハーモニー〜（2012年11月1日 - 11日）
- 舞台 サクラ大戦奏組 〜薫風のセレナーデ〜（2013年9月19日 - 23日）

### ライブ・コンサート
- サクラ大戦 花組クリスマス 奇跡の鐘コンサート（1998年12月23日）
- サクラ大戦 帝国歌劇団スーパーライブ（2000年8月31日）
- 田中公平コンサート サクラな夜～田中公平作家生活20周年記念 東京オペラシティコンサートホール（2000年11月1日）第2部サクラな夜
- 帝国歌劇団 新世紀カウントダウン 花組ライブ（2000年12月31日 - 2001年1月1日）
- 巴里花組特別ミニライブショウ（2001年8月13日）
- サクラ大戦 武道館ライブ 〜帝都・巴里・紐育〜（2007年5月13日）
- 田中公平 作家生活30周年記念コンサート サクラな夜 新宿厚生年金会館（2009年11月1日）
- サクラ大戦 巴里花組ライブ2009 〜燃え上がれ自由の翼〜（2009年12月26、27日）
- サクラ大戦 帝都花組ライブ2010（2010年3月6日）
- サクラ大戦 巴里花組・紐育星組ライブ2010 〜可憐な花々 煌めく星々〜（2010年12月10日 - 12日）
- サクラ大戦 紐育星組ライブ2011 〜星を継ぐもの〜（2011年7月29日 - 31日）
- サクラ大戦 武道館ライブ2 〜帝都・巴里・紐育〜（2011年10月7日）
- サクラ大戦 紐育星組ライブ2012 〜誰かを忘れない世界で〜（2012年8月31日 - 9月2日）
- サクラ大戦 巴里花組ライブ2012 〜レビュウ・モン・パリ〜（2012年12月26日 - 29日）
- サクラ大戦25周年オーケストラコンサート ～田中公平作家生活40+1周年記念～(2021年7月28日)
- 新サクラ大戦 the Stage（2021年12月17日 - 19日）
  - 関根優那が主役の天宮さくらを演じた（二幕も同様）。他のほとんどのキャストも原作のゲームとは異なる。

- 新サクラ大戦 the Stage 〜桜歌之宴〈二幕〉〜（2022年4月16日 - 17日）

サクラ大戦ブライダルショー
2000年2月22日に東京国際フォーラムで『帝国華撃団ブライダルショー』が開催された。横山智佐などの声優たちが、ウエディングドレス姿を披露する桂由美の一環でもあった。監督や演出は広井王子が手がけ『サクラ大戦3』の製作発表会に集まった出演者のほか、ゲストとしてともさかりえも登場し、歌や踊りを楽しむイベントで盛り上がった。

ディナーショウ・巴里花組ショウ
- ディナーショウ 浪漫のクリスマス（2001年12月21日）
- ディナーショウ 巴里のクリスマス（2001年12月23日）
- ディナーショウ2002 巴里のクリスマス（東京：2002年12月22日、大阪：25日）
- ディナーショウ2003 巴里のクリスマス（2003年12月23日）
- ディナーショウ2004 巴里のクリスマス（2004年12月23日）
- ディナーショウ2005 新次郎のクリスマス IN TOKYO（2005年12月23日）
- 巴里花組ショウ2014 ～ケセラセラ・パリ～（2014年2月13日 - 16日）

ミニミニライブショウ
- Sakura Cafe ミニミニライブショウ1 〜横山智佐 『さくら』を歌う〜（2003年12月21日）
- Sakura Cafe ミニミニライブショウ2 〜西原久美子 『アイリス』を歌う〜（2004年3月26日）
- Sakura Cafe ミニミニライブショウ3 〜高乃麗 『マリア』を歌う〜（2004年4月3日）
- Sakura Cafe ミニミニライブショウ4 〜渕崎ゆり子 『紅蘭』を歌う〜（2004年5月29日）
- Sakura Cafe ミニミニライブショウ5 〜田中真弓 『カンナ』を歌う!?笑う!?喋る!?〜（2004年6月12日）
- Sakura Cafe ミニミニライブショウ6 〜岡本麻弥 『織姫』を歌う〜（2004年7月21日）
- Sakura Cafe ミニミニライブショウ7 〜折笠愛 『あやめ＆かえで』を歌う〜（2004年8月27日）
- Sakura Cafe ミニミニライブショウ8 〜伊倉一恵 『レニ』を歌う〜（2004年9月18日）
- Sakura Cafe ミニミニライブショウ9 〜陶山章央＆中嶋親方 一緒にサクラを歌いまショウ〜（2004年10月30日）
- Sakura Cafe ミニミニライブショウ10 薔薇組：矢尾一樹＆松野太紀 〜サクラを想う〜（2005年1月29日）
- Sakura Cafe ミニミニライブショウ11 〜園岡新太郎 サクラをダンディに歌う〜 ふろく、西村陽一＆武田滋裕（2005年4月16日）

レビュウショウ・紐育星組ショウ
- 紐育レビュウショウ 〜歌う♪大紐育♪〜（2006年3月18日 - 19日）
- 紐育レビュウショウ 〜歌う♪大紐育♪2〜（2007年7月15日 - 18日）
- 紐育レビュウショウ 〜歌う♪大紐育♪3〜 ラストショウ（2008年8月27日 - 31日）
- 紐育星組ショウ2013 〜ワイルド・ウエスト・希望〜（2013年7月26日 - 7月28日）
- 紐育星組ショウ2014 〜お楽しみはこれからだ〜（2014年8月29日 - 31日）

横山智佐のサクラ大戦
横山智佐の所属事務所が主催。
- 横山智佐のサクラ大戦 帝都花組全曲ライブ（2011年3月21日）
- 横山智佐のサクラ大戦 帝都花組全曲ライブ・改（2011年5月5日）
- 横山智佐のサクラ大戦 初・野外ナイトライブ『はじまりの上野で…』（2012年8月8日）
- 横山智佐のサクラ大戦 ミニライブ＆トークショー collaoration with TOMOTOON!（2013年8月4日）
- 横山智佐のサクラ大戦 ハロウィンの新宿にさくら見参（2015年10月30日 - 10月31日）
- 横山智佐のサクラ大戦 20歳の誕生日会（2016年9月23日 - 25日）

サクラ大戦真夏のフェス
横山智佐の所属事務所が主催。
- サクラ大戦真夏のフェス『花の戦士』（2018年8月11日）
- サクラ大戦真夏のフェス『花のように夢のように』（2019年8月10日）
- サクラ大戦真夏のフェス『花の戦士・改』（2021年7月18日）
- サクラ大戦真夏のフェス『あなたが楽しければ』〜真宮寺さくら、みなさまのリクエストにお応えします〜（2022年7月17日）
- サクラ大戦真夏のフェス『花のレビュウ』(2023年7月16日)
- サクラ大戦真夏のフェス『真宮寺さくら誕生日会〜119ctの輝き』 配信サイトミクチャ 国内、海外 アーカイブ配信ほか（チケットは、2種類。特典付きなど）
- サクラ大戦 真夏のフェス 踊りませう！同アニメイトチケットオンラインにて、LIVE配信、アーカイブ配信（チケットは、特典映像付きなど、2種類）

主に、上野恩賜公園（水上音楽堂）にて、開催
サクラ大戦アコースティック音楽会
横山智佐の所属事務所が主催。
- サクラ大戦アコースティック音楽会 桜の夕べ（2020年9月25日・10月2日）
- サクラ大戦アコースティック音楽会 25周年の集い（2021年9月11日 - 9月12日）
- サクラ大戦アコースティック音楽会 クリスマス会（2022年12月3日 - 12月4日）
- サクラ大戦アコースティック音楽会 春うらら（2024年3月30日 - 3月31日）

日本国内（海外）に向け(LIVE・アーカイブ)配信。(真夏のフェス・アコースティック音楽会)

### 舞台・ライブでのオリジナルキャラクター
歌謡ショウのオリジナルキャラクター
第2回花組特別公演「つばさ」以降、歌謡ショウでは準レギュラー出演者となっていたキャラクターを記す。歌謡ショウを飛び出し、漫画版やOVAにも出演をしている。
中嶋親方
演者：中嶋聡彦
気さくで温和な性格の、大帝国劇場の大道具の親方。劇中では禿げあがった頭を時々ネタにされている。大帝国劇場の法被を羽織って仕事をしていることに大きな誇りを持っており、花組をはじめ周囲に信頼されている。
前説では掃除係の広井王子とのユーモラスなやりとりが恒例であった。OVAでは帝国華撃団の整備班長としても活躍。
団耕助
演者：園岡新太郎
通称は「ダンディ」。銀座界隈を取り仕切るギャング「ダンディ団」のボス。裏社会の筋を通す冷酷な面と、音楽や銀座・下町を愛し、時として人情にほだされる面を併せ持つ。帝国歌劇団花組、特にさくらの大ファンであり、彼女らの騒動にもたびたび巻き込まれる。裏の人間でありながら花組らと親しくなりすぎている自身に葛藤する一幕もある。
歌謡ショウから登場した人物であるが、テーマ曲なども作られており、第2期OVA「サクラ大戦 轟華絢爛」にも登場している。
西村ヤン太郎
演者：西村陽一
ダンディ団のメンバー。しっかり者ではあるが血の気が多い気質で、武田のドジに巻き込まれたりなど損な役回りもしている。当初の役名は「西村」だけであったが、「第一回・新春歌謡ショウ」より下の名前が明らかになった。ダンディ同様、第2期OVA「サクラ大戦 轟華絢爛」にも登場しているが、歌謡ショウとは違い、大柄な体格の人物として描かれている。
演じている西村は、「新・青い鳥」から殺陣の振り付けも担当している。
ベロムーチョ武田
演者：Velo武田、旧芸名：武田滋裕
ダンディ団のメンバー。お調子者でドジばかり踏んでいるダンディ団のトラブルメーカーだが、憎めない愛嬌を持っている。当初は「武田」だけの役名であったが、「紅蜥蜴」より「ベロムーチョ」という名前が明らかになり、その名前から日系ブラジル人である設定が後付けされた。ファイナル公演「新・愛ゆえに」にてギャングに向いていないことを悟り、ダンディ団を辞めブラジルに里帰りするも、「紐育レビュウショウ」では間違えてアメリカのニューヨークへ渡ってしまい、紆余曲折を経てリトルリップ・シアターの掃除人に雇われる。帝都だけではなく、巴里・紐育の舞台を一回も休まず出演している人物でもある。ダンディ・西村同様、第2期OVA「サクラ大戦 轟華絢爛」にも登場している。
演じている武田は、「新・愛ゆえに」公演後に芸名を「Velo武田」と改名した。また、2017年には、実際の会社である「株式会社ダンディ商会」を園岡、西村と設立。武田はその代表として、舞台制作を行っている。
金田金四郎
演者：螢雪次朗
帝国歌劇団の座付き作家。「紅蜥蜴」の原作者でもあり、「海神別荘」など彼の書く脚本は高い評価を得ているのだが、遅筆なのが玉にきずという設定。風流や粋を好み、帝都の事情にも詳しい。いつも着流しにカンカン帽という格好をしており、「カネキン」というあだ名が付けられている。

巴里花組ライブのオリジナルキャラクター
馬の怪人フィルブラン
演者：高橋広樹
シリーズで唯一生き残ったウサギの怪人シゾーの手下。シゾーの心の闇が具現化した怪人で、シゾーのアトリエの洋服ブラシの馬の毛から生まれた白馬の化身。相手の心を操る魔力を持つ。シゾーに「あなたの孤独から生まれたフィルブラン」とも名乗っている。手下でありながらレーヌと共に、時に消極的になるシゾーを厳しく諭す。立ち居振る舞いは紳士然としている。
長身で、たてがみを思わせる白髪（銀髪）の長髪。背面にはしっぽがあり、白のスーツを着ている。
羊の怪人レーヌ
演者：野中藍
同じくシゾーの手下。シゾーのアトリエに落ちていた羊毛から生まれた羊の化身。相手の心に入り込み操り惑わす。シゾーには「あんたの寂しさが生みだしたレーヌ」と名乗っている。フィルブランと共にシゾーが怒りや憎しみをぶつけるシャノワールを潰すべく、花組メンバーたちの心を操って分裂を企むが、エリカだけには魔力が通じないばかりか、その天然行動に逆に調子を狂わされて失敗。最後にはエリカの祈りに浄化される。
ピンクの髪（スチール撮影時は羊を思わせるようなパーマヘアだったが、上演時はふんわりヘア）で、ピンクのへそ出しミニドレスを着ている。
紐育レビュウショウのオリジナルキャラクター
ボブ・ラッシー
声 / 演者：田村連
リトルリップ・シアターの振付師。通称「ラッシー先生」。上下オレンジ色のスーツを着ており、黒い帽子を被っている。厳密にはレビュウショウで初めて登場したオリジナルのキャラクターではなく、ドラマCD『オーバー・ザ・レインボー・サンシャイン』からの登場人物。
ラッシー役の田村は実際にレビュウショウ全体の振り付けも担当している。
レッドベリー・トランプ
演者：小牧祥子
「歌う♪大紐育♪2」で、プラム不在時に代理としてサニーが連れてきた女性。プラムと似た容姿をしており、赤い衣服を着ている。
レッドベリー役の小牧は、スーパー歌謡ショウ「新・宝島」からダンサー・アンサンブルとして帝都、紐育のショウにも参加している。

## パチスロ・パチンコ
サクラ大戦S2（2005年：エレコ・アルゼ）
エレコ初の5号機パチスロとして『デビルマン3』と同時発売。メダル獲得枚数の異なる2種類のビッグボーナス（スーパービッグは約360枚、ノーマルビッグは約270枚獲得）を搭載。
CRサクラ大戦（サミー）
2007年3月29日に検定を通過したパチンコ機。スペックは当初FVW、SVW、FVC、SVCの4種類が発表された。同年9月よりFVWとSVWが全国のパチンコ店にて設置、稼動開始されている。
ぱちんこCRサクラ大戦2（サミー）
2010年2月28日より導入のシリーズ第2弾。
パチスロサクラ大戦3（サミー）
2011年1月より導入のパチスロ機。
パチスロサクラ大戦〜熱き血潮に〜（サミー）
2017年5月8日より導入のパチスロ機。新曲として初代帝都花組6名それぞれの個人曲と全員が歌唱する『花の戦士』が採用された。

## 客演作品
『新サクラ大戦』の客演作品は新サクラ大戦#他作品とのコラボレーションを参照。
- ボーダーブレイク - 2011年、シリーズ15周年記念コラボでアバターパーツが配信された。
- ファンタシースターポータブル2 インフィニティ - 2011年、武器やコスチュームが有料ダウンロードアイテムとして登場した。
- PROJECT X ZONE - バンダイナムコゲームス、セガ、カプコンのクロスオーバー作品。味方側として大神&さくらのペア、エリカ&ジェミニのペア、敵としてシゾー&プレリュード、殺女、降魔、蒸気獣ポーンが登場。また、続編の『PROJECT X ZONE 2:BRAVE NEW WORLD』では味方側は前作の4人（ペアが変更となり、大神はエリカとペアを組み、さくらはジェミニとペアを組んでいる）、敵として前作登場の面々に加え新たに蘭丸、髑髏坊、カラミテ、降魔兵器が登場している。また、前述のCMで共演しているせがた三四郎も参戦しており、PV第2弾では『サクラ大戦』のキャラクターと一緒に紹介されている。
- 大戦略WEB - 2012-2013年にコラボレーションが行われ、ガイド役としてさくら、エリカ、ジェミニ、ミッションクリアにより入手できる士官ブローカーに『サクラ大戦』のキャラクターが登場。また、エマージェンシーのボスキャラクターや兵器「霊子甲冑」、限定の士官訓練コースも登場した。
- 狩りとも® - 2014年、コラボダンジョンやコラボユニットが入手できた。
- サムライ&ドラゴンズ - 2014年、『サクラ大戦』シリーズの登場キャラクターが描かれた魔獣カードが入手できた。
- グランブルーファンタジー - シリーズ20周年記念の一環で2016年5月にコラボイベントが行われ、ゲーム内の条件をクリアすることでさくら、エリカ、ジェミニを仲間にできる。NPCに大神と新次郎が、敵に叉丹と降魔が登場している。
- チェインクロニクル - シリーズ20周年記念の一環で2016年8月-9月にコラボイベントが行われ、大神、さくら、すみれ、マリア、アイリス、紅蘭、カンナ、織姫、レニの9人のSR仕様とSSR仕様の計18種類が入手可能。SSR仕様は光武に搭乗する機能を持つ。
- 夢色キャスト - 2016年2月に、サクラ大戦奏組の楽曲「円舞曲、君に」と「プレリュード 前奏曲」がゲーム内で公演され、「奏組」のメンバーが客演で登場した。夢色キャストのタッチで描き下ろされたイラストと、録り下ろしボイスの豪華カードで、専用のキャストドラマが配信。（2018年にも復刻開催がされるも、事前登録プレゼントのカード配布はされなかった）
- ヘリックスホライゾン - 2016年、帝国華撃団・花組の8名が参戦。
- スーパーロボット大戦X-Ω - 2017年、『4』の直前の時系列という設定で期間限定参戦。大神と帝都花組6名が光武二式と共にユニット化された他、『4』の帝国華撃団のキャラクターが全員登場する（織姫とレニ、巴里華撃団の登場は2018年3月以降）。スパロボオリジナルの霊子甲冑も用意された。
- モンスターギア バーサス - 2017年、コラボ限定オーブが登場するほか、称号やスタンプなどが入手できた。
- ぷよぷよ!!クエスト - 2017年、大神、さくら、エリカ、ジェミニが専用スキルボイス付きで登場し、アルルはさくら衣装・フローレがエリカ衣装・キャリーがジェミニ衣装で登場。
- オルタンシア・サーガ -蒼の騎士団- - 2017年、大神、さくら、エリカが登場。イラストは描き起こし、ボイスも全て録り下ろしとなる。
- ぱすてるメモリーズ - 2018年、キャラクターたちが『サクラ大戦』のキャラクター衣装を纏ったコラボ限定のオリジナルスナップや3Dモデル制作などされた。
- 魔法禁书目录 手游 - 2018年8月24日～9月23日、さくらが参戦。
- スターオーシャン:アナムネシス - 2019年、さくら、エリカ、ジェミニが参戦。
- ゴシックは魔法乙女 - 2019年、大神、さくら、すみれ、アイリスが参戦。
- ラングリッサー モバイル - 2019年、さくら、すみれ、アイリスが参戦し、コラボ装備も提供。
- 放置少女〜百花繚乱の萌姫たち〜 - 2021年、第一弾にすみれ、第二弾にさくらが参戦。
- PUBG MOBILE - 2021年、第一弾にさくら、大神、第二弾にすみれ、アイリスのいずれもボイスカードが提供。
- 少女☆歌劇 レヴュースタァライト -Re LIVE- - 2021年、さくら、エリカ、ジェミニが参戦。
- ファイナルギア -重装戦姫- - 2021年、帝国華撃団・花組の6名が参戦。ほか、コラボスキンの内、さくら、すみれの他に、アイリス風衣装のイブリン、カンナ風衣装の小林団子も含まれている。背景CGもあり。
- スーパーロボット大戦30 ‐ 2021年11月17日から配信されるDLC第1弾として大神、新次郎、さくら、エリカ、ジェミニの5人と敵として降魔が参戦（何気に新次郎とジェミニは初のスパロボ参加）。本作では『君あるがため』終了後から降魔大戦勃発前の時系列で、異世界から来訪したという設定で謎の黒い光の影響でひょんなことで遭遇したボルテスVと共闘、その後、再転位して現れた降魔に立ち向かうべく主人公部隊や、合流できたさくらやエリカ、進次郎、ジェミニと行動を共にする。

## 小ネタ
- 舞台設定となっている架空の年号「太正」のモデルとなった「大正」は15年までだったが、シリーズが長期化したために太正16年以降も改元されていない。
- 『2』のサブタイトル『君、死にたもうことなかれ』は、与謝野晶子が日露戦争に出征した弟の身を案じて作った詩から[71]。
- 『3』のサブタイトル『巴里は燃えているか』は、ラリー・コリンズ、ドミニク・ラピエール原作の映画『パリは燃えているか』と同じ[注 7]。
- 『4』のサブタイトル『恋せよ乙女』は、中山晋平作曲の『ゴンドラの唄』から[73][注 8]。
- 『V』のサブタイトル『さらば愛しき人よ』は、レイモンド・チャンドラーの小説、『さらば愛しき女よ（Farewell, My Lovely）』から[75]。
- 『1』のリメイク版のサブタイトル『熱き血潮に』は、与謝野晶子の「柔肌の熱き血潮に触れもみで寂しからずや道を説く君」から[76]。
- 『君あるがため』のサブタイトルは与謝野晶子の歌集『火の鳥』に収録されている「幸ひの ゆきもどりして 目放たぬ 身と思へるも 君あるがため」からの引用[77]。